# Banvägen 7
Banvägen 7 är en kulturhistoriskt intressant byggnad i kommundelen Brevik i Lidingö kommun. Den 11 oktober 1905 fick skolrådet i Lidingö en skrivelse från häradshövding G B A Holm, ägare till Breviks herrgård, i vilken han erbjöd sig att bekosta uppförande av en mindre folkskola. 

## Bakgrund
Holm ställde som villkor för uppförandet att han vid behov skulle kunna säga upp kontraktet med tre års verkställighet. Skolrådet föreslog att man skulle inrätta en småskola, vilken blev färdigställd och folkskoleundervisningen påbörjades på våren 1906. Drygt ett 20-tal barn kom att börja i småskolan och lärarinnan Gerda Matilda Gustafsson anställdes till en månadslön på 500 kronor. Därtill fick hon fri bostad och vedbrand samt ett årligt arvode på 80 kr för undervisning i kvinnlig slöjd. Skolan kom att användas endast 5 år då skolrådet delgavs i ett brev den 11 september 1909 att Fastighets AB Lidingö-Brevik önskade förfoga över fastigheten från september 1911. Skolbarnen blev hänvisade till ny skola i Skärsätra. 
År 1911 övergick skolhuset till att bli bostad.